# رجب ایودیک ۵
رجب ایودیک ۵ (ترکی: Recep İvedik 5) یک فیلم کمدی محصول سال ۲۰۱۷ سینمای ترکیه به کارگردانی توگان گوکباکار با بازی شاهان گوکباکار در نقش رجب است. این فیلم توسط ۷٫۴ میلیون نفر در سینماهای ترکیه تماشا شد و ۸۵٫۹ میلیون لیره ترکیه فروخت و به یکی از پربیننده‌ترین و پرفروش‌ترین فیلم‌های این کشور تبدیل شد.

## داستان
راننده‌ای که، در نزدیکی محله رجب زندگی می‌کند به صورت ناگهانی می‌میرد. رجب با این اتفاق ناراحت‌کننده تصمیم می‌گیرد به یاد این راننده آخرین وظیفه او را بر عهده بگیرد. او باید ورزشکاران تیم ملی را به اسکوپیه، مقدونیه شمالی ببرد.
اما ورزشکاران تیم ملی مریض می‌شوند و دیگر قادر به شرکت در مسابقه نخواهند بود به همین دلیل رجب با کمک دوستانش مجبور می‌شوند به جای آن‌ها برای کشور خود مسابقه بدهند اما این اولین باری است که او در مسابقات تیم ملی شرکت می‌کند. اما رجب در این رقابتها موفق به کسب مدال طلا و مقام اول در بیشتر رشتهٔ‌های ورزشی مسابقات می‌شود.